# Новофедорівка (Олександрійський район)
Новофе́дорівка — село в Україні, у Олександрійському районі Кіровоградської області. Входить до складу Петрівської селищної громади. Населення становить 60 осіб. Орган місцевого самоврядування — Петрівська селищна рада.

## Населення
Згідно з переписом УРСР 1989 року чисельність наявного населення села становила 35 осіб, з яких 14 чоловіків та 21 жінка.
За переписом населення України 2001 року в селі мешкало 60 осіб.

### Мова
Розподіл населення за рідною мовою за даними перепису 2001 року:
| Мова       | Відсоток |
| ---------- | -------- |
| українська | 93,33 %  |
| російська  | 5,00 %   |
| білоруська | 1,67 %   |